# VarioLF2/2 IN
VarioLF2/2 IN je článková částečně nízkopodlažní tramvaj vyráběná od roku 2013 českou Aliancí TW Team, tedy sdružením firem Pragoimex, Krnovské opravny a strojírny a VKV Praha.

## Konstrukce
Jedná se o obousměrný dvoučlánkový motorový tramvajový vůz, který je konstrukčně odvozen z modelu VarioLF2 plus, z něhož bylo převzata celá spodní část vozidla (podvozky, kloub a kaskádovité uspořádání interiéru). Jakožto obousměrná tramvaj disponuje předsuvnými dveřmi na obou stranách vozové skříně, na jedné straně každého článku se nachází vždy jedny jednokřídlé dveře u kabiny řidiče a jedny dvoukřídlé dveře vedoucí do nízkopodlažního prostoru. Vůz je usazen na třech podvozcích se třemi dvojicemi asynchronních motorů, elektrickou výzbroj dodala Škoda Electric. Oproti ostatním vozů řady Vario nemá tento model přední a zadní čelo navržené architektem Pelikánem, nýbrž s menšími úpravami byla použita čela studia PO architekti pro tramvaj EVO2.

## Dodávky
| Současný stát | Město | Článek | Typ           | Roky dodávek | Počet vozů | Evidenční čísla při dodání | Poznámky | Zdroj |
| ------------- | ----- | ------ | ------------- | ------------ | ---------- | -------------------------- | -------- | ----- |
| Česko         | Plzeň | článek | VarioLF2/2 IN | 2013–2014    | 4          | 361–363, 366               |          | [ 2 ] |

Plzeňské městské dopravní podniky uzavřely v roce 2011 s firmou Pragoimex rámcovou smlouvu na dodání až 13 standardních vozů VarioLFR.S a až pěti obousměrných článkových tramvají, které byly později označeny jako VarioLF2/2 IN. PMDP si tato nová vozidla chtěl pořídit pro případné výluky s nutností ukončení úvratí (kde musel využít soupravy vozů T3 záděmi k sobě, tzv. PX, protože nedisponoval nadbytkem obousměrných tramvají KT8D5R.N2P) a pro standardní využití na lince č. 1, kde jsou v provozu délkově a kapacitně podobné tramvaje Škoda 03T.
První vůz, označený ev. č. 361, byl do Plzně dodán v září 2013, na první zkušební jízdu mimo vozovnu se vydal 3. října a zkušební provoz s cestujícími probíhal od 21. října do 12. listopadu 2013. Do ukončení homologace typu zůstala tramvaj v majetku dodavatele, firmy Pragoimex. Již v prosinci toho roku následovala dodávka druhého vozidla, obě společně se po schválení vydaly do pravidelného provozu 10. března 2014.